# 恶狼蛛
恶狼蛛（学名：Lycosa passibilis）为狼蛛科狼蛛属的动物。在中国大陆，分布于阿尔泰等地。